# Prognathodon
Prognathodon es un género extinto de saurópsidos mosasáuridos que vivieron durante el Cretácico Superior, en lo que actualmente es Norteamérica, Europa, y África.

## Descripción

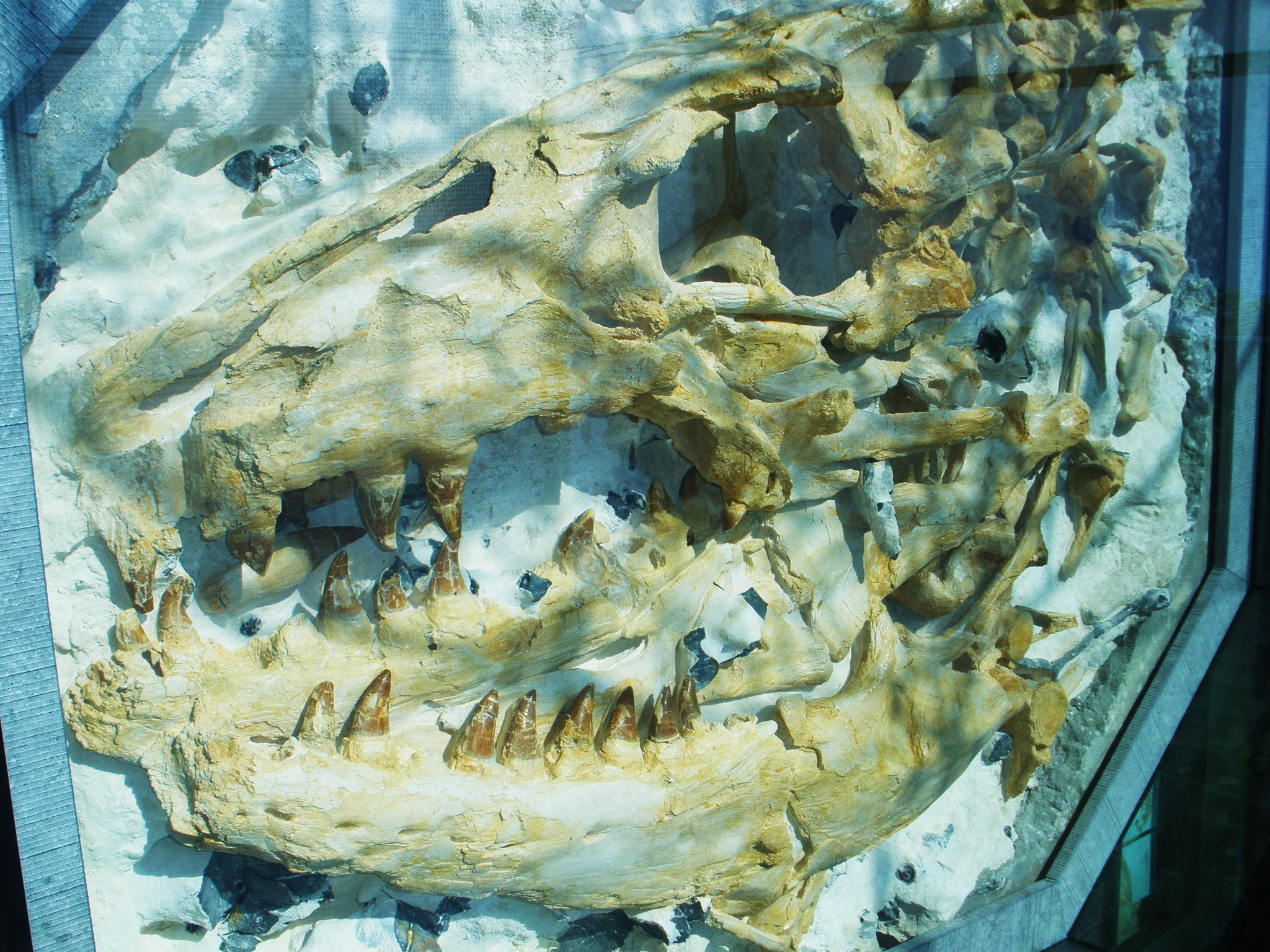
P. saturator

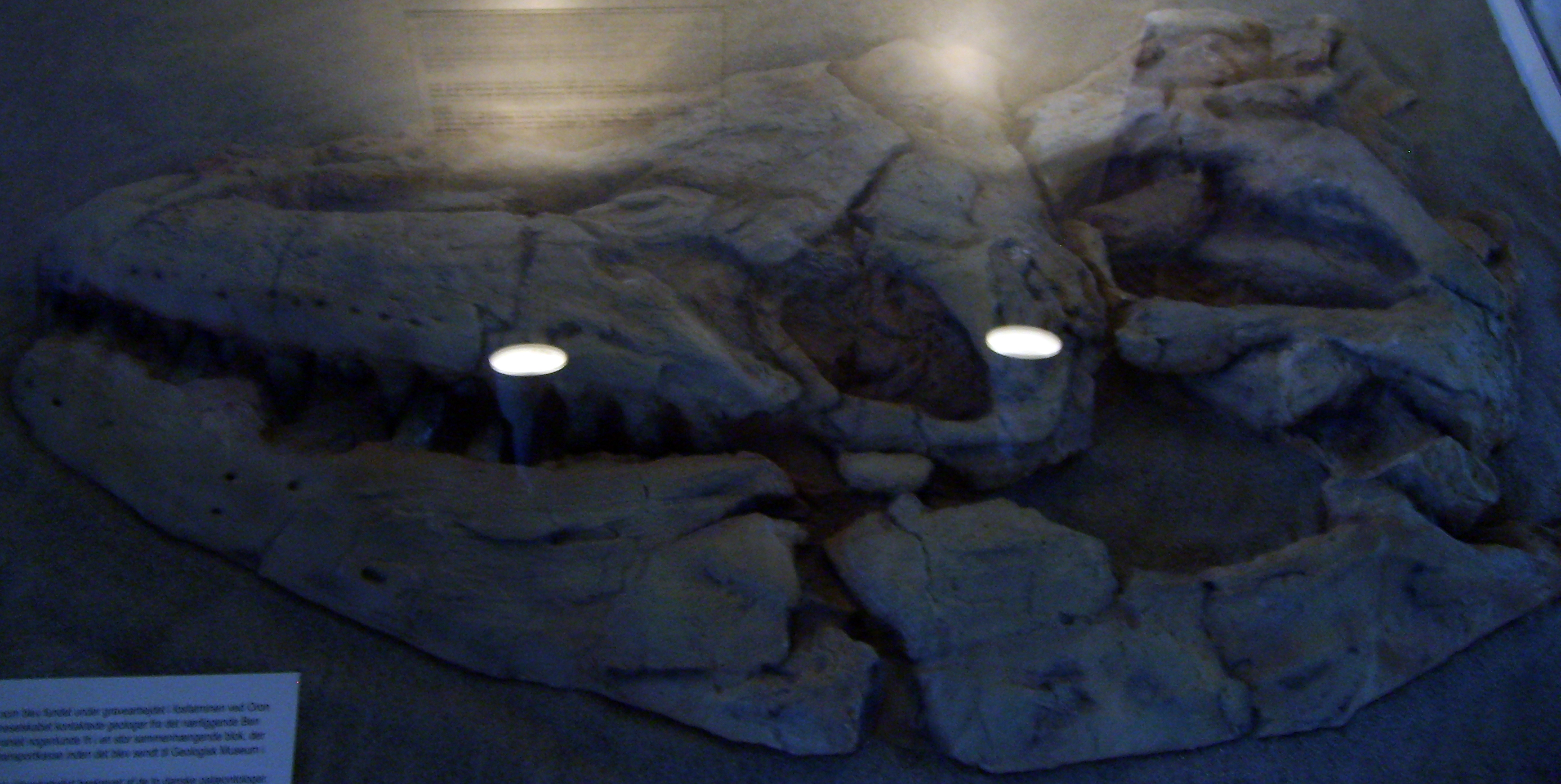
Réplica del cráneo de Prognathodon currii en el Museo Geológico en Copenhague.

Poseía anillos óseos rodeando sus órbitas oculares, lo que indica que vivía en aguas profundas. Se caracterizaba por un cráneo grande y relativamente corto. El cráneo era acinético, con una punta del hocico redondeada. Los dientes son grandes, cónicos, y los ubicados en el pterigoides eran muy grandes. En algunas especies los dientes se extendían hacia adelante, como algunos de los placodontes que vivieron durante el Triásico, por lo que pueden haber tenido un estilo de vida parecido, alimentándose de mariscos, peces grandes y tortugas marinas, aunque en general serían depredadores generalistas. Estos dientes que sobresalían de la mandíbula son la razón del nombre de Prognathodon (en griego, "diente sobresaliendo de la mandíbula").

## Descubrimiento
Sus restos fósiles han sido hallados en los Estados Unidos (Dakota del Sur y Colorado), Canadá (Alberta), Bélgica, Nueva Zelanda, Marruecos, Angola y los Países Bajos. Un espécimen de gran tamaño hallado en Israel fue referido por algún tiempo como Oronosaurus, pero se lo reclasifica como una especie de Prognathodon, P. currii. El reciente descubrimiento de dos fósiles casi completos (uno de los cuales incluye aletas) en Alberta, Canadá ha dado a los científicos nuevos datos ya que los fósiles conocidos anteriormente solo abarcaban restos craneales. Uno de los fósiles tenía además contenidos estomacales, consistentes de elementos pertenecientes a una tortuga marina, peces del tamaño de sábalos y truchas, y un posible cefalópodo.
Un hallazgo fósil realizado en 2008 y descrito en 2013, pertenece a un individuo juvenil de Prognathodon de 1,8 metros encontrado en el sitio Harrana en Jordania. El fósil es notable porque preservó el contorno de la aleta caudal del mosasaurio, revelando que Prognathodon, al igual que Platecarpus y los mosasáuridos tardíos también tenía una aleta caudal con dos lóbulos que se asemejaba a la cola de un tiburón vuelta hacia abajo, cuya forma le puede haber ayudado al animal a emerger así como a atacar a sus presas. El descubrimiento también añade evidencia a la teoría de que los mosasáuridos tardíos estaban incluso mejor adaptados al nicho que fue ocupado anteriormente por los ictiosaurios.

## Clasificación

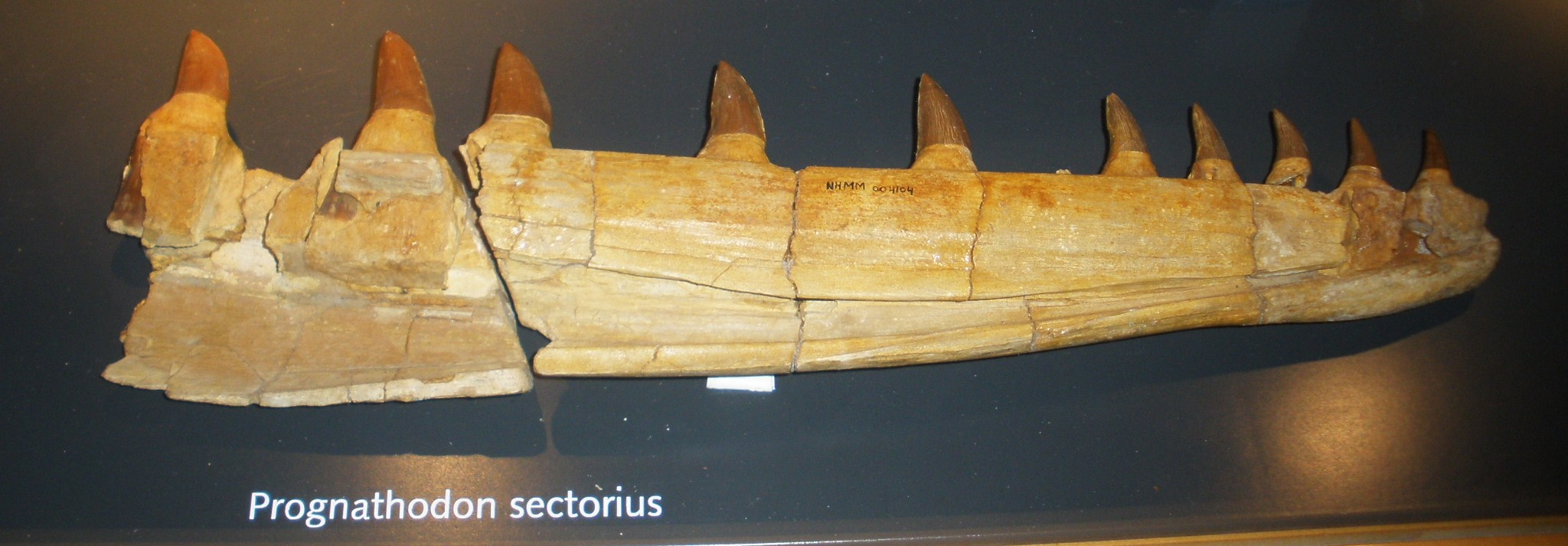
Mandíbula de Prognathodon sectorius (también clasificado en Liodon).

Aunque indudablemente Prognathodon era un miembro de la familia de los mosasáuridos, no se sabe con certeza a que subfamilia pertenecía. Algunos estudios lo han considerado como un pariente cercano de Mosasaurus, mientras que otros lo han considerado como un representante gigante de la subfamilia Plioplatecarpinae. Se ha hipotetizado que este género pudo ser un ancestro de los mosasáuridos durófagos como Globidens y Carinodens.

### Especies

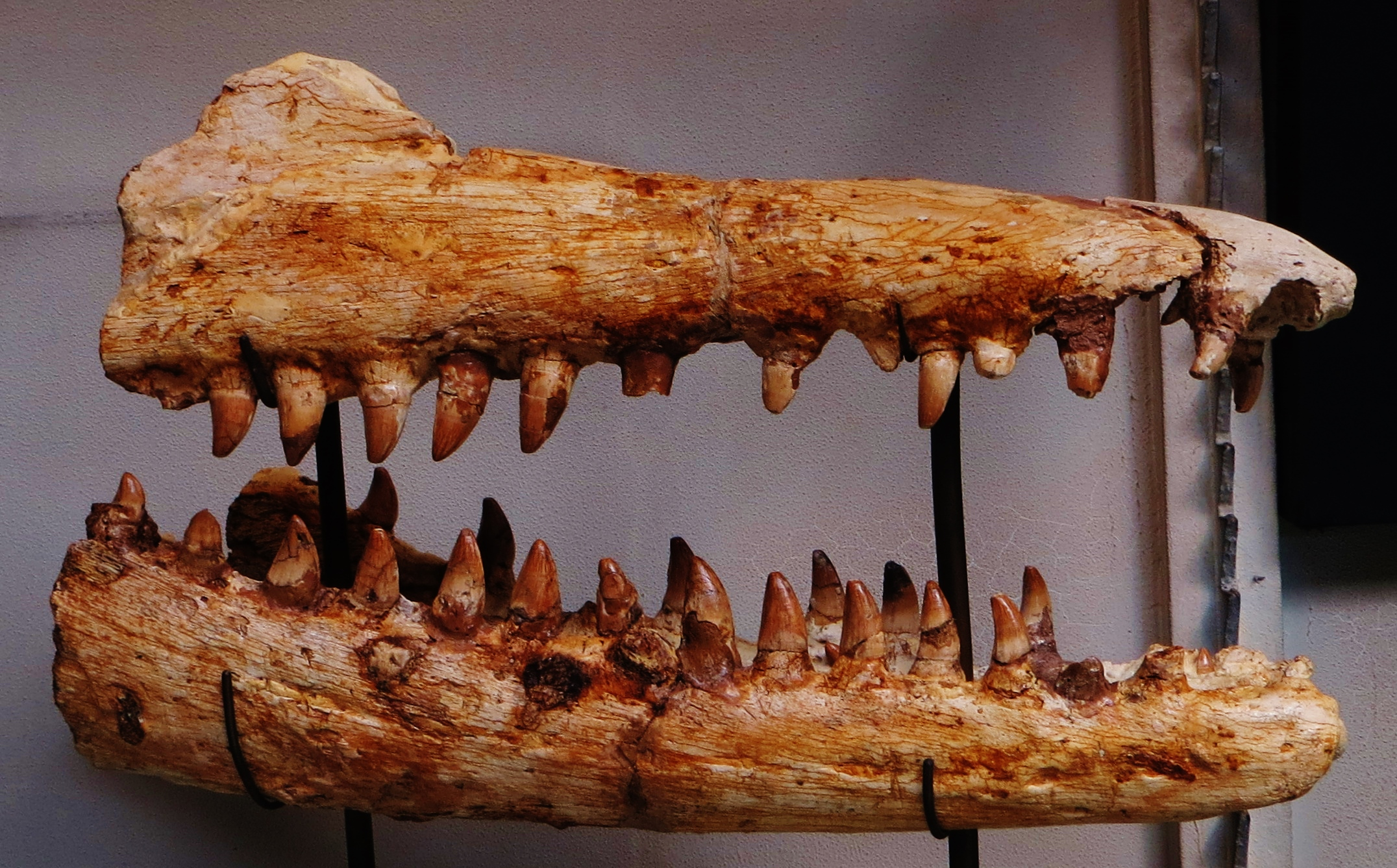
Mandíbulas de Prognathodon compressidens.

De este género se conocen numerosas especies, cuyos restos fósiles se han recuperado en diversas partes del mundo. La especie tipo, Prognathodon solvayi, fue descrita por Louis Dollo en 1889 y se basa en los restos de un ejemplar de unos seis metros de longitud encontrado en Bélgica, con dientes delanteros dirigidos hacia delante y con el esmalte dental fruncido. Otra especie europea es P. giganteus, dotada de un cráneo de 85 centímetros de largo que indica una longitud de diez metros, y el aun mayor P. saturator, proveniente del Maastrichtiano de los Países Bajos y que podría llegar incluso a los 14 metros de largo, con un esqueleto que tenía rastros de mordidas de tiburones; sus mandíbulas eran muy robustas. Del Campaniano de Francia proviene P. compressidens. En Norteamérica era común la especie P. overtoni, de 8 metros de largo provisto con dientes de esmalte liso y dirigidos hacia adelante a diferencia de las demás especies; sus fósiles aparecen en Dakota del Sur. P. rapax corresponde a fósiles norteamericanos muy fragmentarios. La especie hallada en Israel en los fosfatos de Oron en el desierto de Negev, P. currii, llegaba a medir 11 metros de largo y estaba dotado de mandíbulas que indican que era un superdepredador de vertebrados marinos. La especie P. waiparaensis de Nueva Zelanda alcanzaba los 11 metros de largo, con un cráneo bajo y sus fósiles se han encontrado en estratos del Maastrichtiano en la región de Waipara en la isla Sur. P. kianda vivió durante el Maastrichtiano y ha sido encontrado en Angola y Namibia, alcanzando los cinco metros de largo. P sectorius, conocido principalmente de mandíbulas y dientes recuperados en Nueva Jersey, Estados Unidos y en Holanda, es a veces atribuido a un género distinto, Liodon. En Jordania se encuentran las especies P. hudae (con una dentadura adaptada particularmente a aplastar presas duras) y P. primus, que representa el primer cráneo de mosasáurido encontrado en el Medio Oriente.
Prognathodon lutugini - más conocido como Dollosaurus lutugini, fue descrito en 1901 a partir de restos de finales del Campaniano del río Donets en Ucrania. Era un mosasáurido de tamaño mediano, de unos 5 metros de largo, que se distinguen por el aumento de los dos primeros pares de dientes de la mandíbula. Los restos de esta especie también se han hallado en Kazajistán y Suecia. Existe controversia sobre si pertenece a Prognathodon o se debe clasificar como un género independiente. Si es el último caso, sería el único género de mosasaurios originalmente descritos en el territorio del antiguo Imperio Ruso.

## Galería

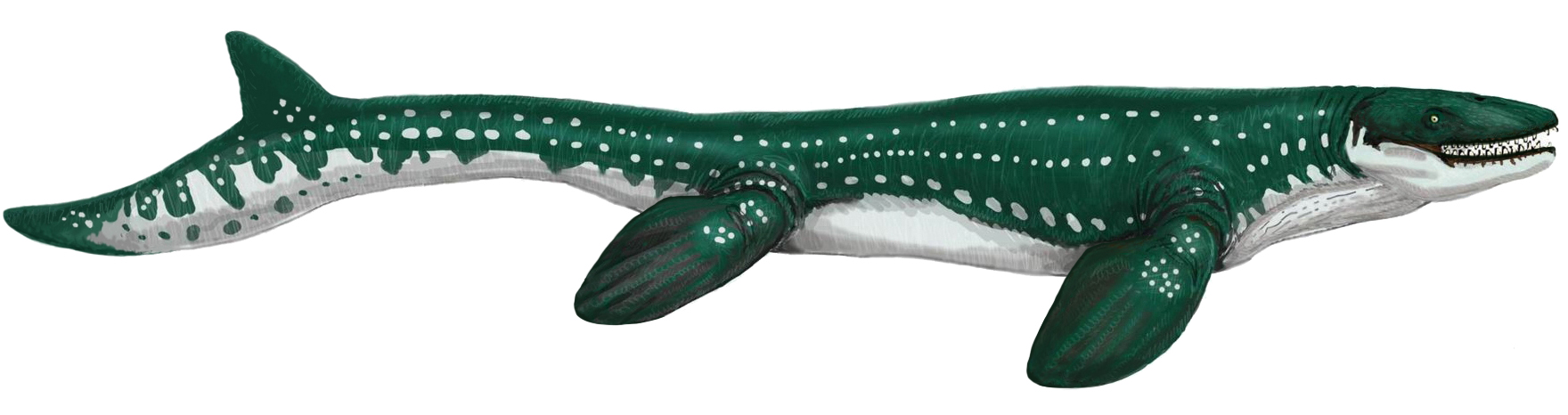
Prognathodon saturator.
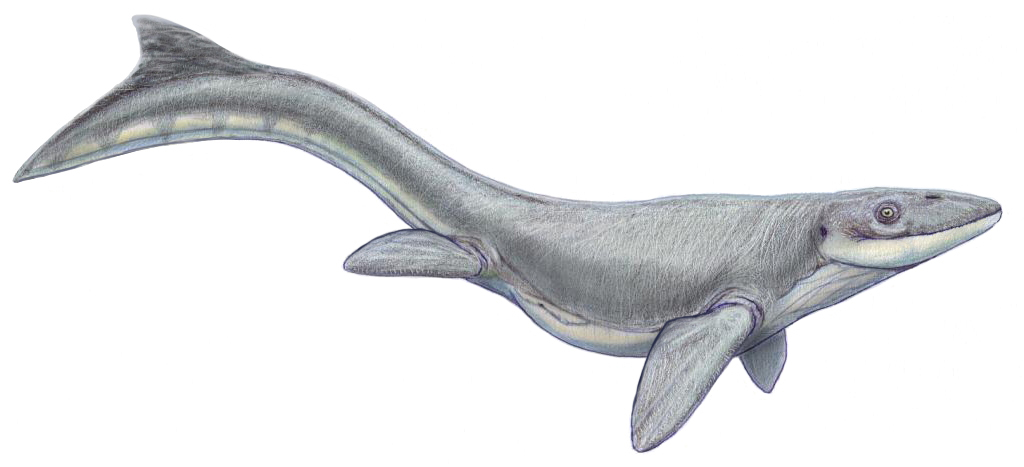
Prognathodon (Dollosaurus) lutugini

- Datos: Q134700
- Multimedia: Prognathodon / Q134700
- Especies: Prognathodon